# الکساندر کخ
الکساندر کخ (انگلیسی: Alexander Koch؛ زادهٔ ۲۴ فوریهٔ ۱۹۸۸) یک هنرپیشه اهل ایالات متحده آمریکا است. وی از سال ۲۰۱۱ میلادی تاکنون مشغول فعالیت بوده‌است.
از فیلم‌ها یا برنامه‌های تلویزیونی که وی در آن نقش داشته است می‌توان به زیر گنبد اشاره کرد.